# Gromada Pińczyce
Gromada Pińczyce war eine Verwaltungseinheit in der Volksrepublik Polen zwischen 1954 und 1972. Verwaltet wurde die Gromada vom Gromadzka Rada Narodowa, dessen Sitz sich in Pińczyce befand und aus 18 Mitgliedern bestand.

Die Gromada Pińczyce gehörte zum Powiat Zawierciański in der Woiwodschaft Katowice (damals Stalinogród) und bestand aus den ehemaligen Gromadas Huta Stara, Pińczyce und Zabijak der aufgelösten Gmina Pińczyce.

Zum 1. Januar 1956 wurde die Gromada Teil des neugeschaffenen Powiat Myszkowski.

Am 31. Dezember 1959 wurde die aufgelöste Gromada Będusz in die Gromada Pińczyce eingegliedert. Mit der Gebietsreform zum 31. Dezember 1972 wurde die Gromada Pińczyce aufgelöst und die Gmina Pińczyce wiederbelebt nun im Powiat Myszkowski.